# Івано-Усікновенський цвинтар
Іва́но-Усікнове́нський цвинтар (міський цвинтар № 1, міське кладовище № 1) — колишній цвинтар, найвідоміший некрополь Харкова, місце спочинку відомих харків'ян XIX — початку XX ст. Був розташований між вулицями Німецькою (нині Григорія Сковороди) та Єпархіальною (зараз Алчевських). Знесений в 1970—1974 рр., на його місці з'явився Молодіжний парк.

## Історія
Цвинтар було закладено в другій половині XVIII століття. До кінця XIX в. цвинтар став «найпрестижнішим» у місті — тут ховали харківську знать, представників інтелігенції, купецтва, державних та політичних діячів, а також діячів культури та мистецтва, підприємців, видатних людей міста. Цвинтар був відомий не тільки могилами видатних людей, він також був відомим скульптурною та архітектурною цінністю надгробків та склепів.
У 1845—1857 роках при кладовищі за проєктом архітекторів А. А Тона та О. Полякова був побудований храм, виконаний в русько-візантійському стилі.
До початку XX століття цвинтар отримав адресу — вул. Пушкінська, 81 (нині вул. Григорія Сковороди, 81)
13 травня 1947 року було видано постанову № 438 Харківського міськвиконкому, згідно з яким під державну охорону було взято місця поховання академіків Багалія, Бекетова, Потебні, артистів Кропивницького, Синельникова, Кадміна, Христини Алчевської, професора Бокаріуса та могила художника Васильківського. За рахунок державних коштів було встановлено пам'ятник на могилі А. Н. Бекетова, оновлений пам'ятник на могилі Д. І. Багалія. У 1949 р цвинтар було закрито для подальших поховань.
«До середини 1970-х рр. Івано-Усікновенське кладовище вражало уяву перехожих хоча неабияк застарілими, але все ще прекрасними дворянськими склепами висотою з одноповерховий будинок і цілими алеями з уславленими прізвищами».
Подальші роботи з утримання та догляду за цвинтарем не велися. До початку 1970-х рр. багато похованнь стали руйнуватися. Огорожа цвинтаря була частково розібрана й розтягнута мародерами.
|  |  |

## Руйнування цвинтаря
Ліквідація цвинтаря та закладка парку були включені в генеральний план забудови міста за декілька років до прийняття офіційного рішення міськвиконкомом. Згідно з офіційною версією, 1-ий міський цвинтар представляв собою (рос.) «запущенную, заброшенную и бесхозную территорию, рассадник всего самого неблагополучного в городе». На території кладовища ночували безхатьки, алкоголіки, працювали повії, а в райвідділ міліції надходили заяви про пограбування та зґвалтування. Треба ще зазначити, що на території цвинтаря в роки Другої світової війни можливо були поховані в братській могилі вбиті нацистами харків'яни.
Міська влада не визнавала свою відповідальність за стан цвинтаря й не ініціювала розробку проєкту створення меморіального комплексу, аналогічного Личаківському, Байковому, Пер-Лашез або Генуезькому некрополям. Жодне з надгробків та склепів, що представляли архітектурну цінність, не було взято на облік.
Згідно з однією з версій, знищення цвинтаря активно лобіювалося тодішним керівництвом Харківського політехнічного інституту, який бажав побудувати на його території спортивний комплекс.
Рішення № 393 Виконавчого комітету Харківської міської ради депутатів трудящих. Місто Харків 9 вересня 1970 року «Про ліквідацію першого міського цвинтаря» підписане головою Виконавчого комітету Харківської міськради Юрієм Гуровим: ліквідувати цвинтар до 15 вересня 1971 року.
З ініціативи Юрія Багалія, онука академіка Дмитра Багалія, нащадки О. О. Потебні, академіків Бекетова та Синцова об'єдналися в ініціативну групу, яка протистояла зносу могил. Вони не тільки захищали прах родичів, а й висували вимоги щодо збереження харківського некрополю як пам'ятку історії та архітектури. Був складений список могил, який спочатку представляв 48 найбільш відомих харків'ян. Управлінням міської архітектури спільно з товариством охорони пам'яток був розроблений проєкт створення на 1-му міському цвинтарі меморіального комплексу. Міськрада відкинула ці ініціативи
8 жовтня 1970 року в міській газеті «Червоний Прапор» було опубліковано розпорядження: всім громадянам, які мають поховання з граніту, на цьому кладовищі, було наказано з'явитися для реєстрації поховань в адміністрації кладовища до 31 грудня 1970 року. Могили, які були оголошені занедбаними, підлягали знесенню. Надійшло понад 2000 заяв про перепоховання.
Родичі були зобов'язані бути присутніми при ексгумації. На їхніх очах викопувалися труни, а залишки перекладалися в інший. Такий процедурі піддавалися всі громадяни, які побажали перепоховати останки своїх родичів. Залишки деяких визнаних відомими харків'ян були перенесені на 13-ий міський цвинтар. До списку не були включені люди поховані до 1920-х років: представники відомих дворянських й купецьких родин, військові, «реакційна професура», священство, політичні діячі «старого режиму». Наприклад, була втрачена могила М. Ф. фон-Дітмара.
«Сотні людей стояли у рідних могил, спокій яких був порушений не з вини близьких. Багато плакали. Це було жахливе дійство. Часто викликали „швидку“. Потім труни розвозили в різні частини міста».
Перед знесенням, пам'ятки й могильні плити, які представляли цінність, були «інвентаризовані в систему комбінату похоронних підприємств» та були використані повторно після перебивки написів.
На місці кладовища був розбитий Молодіжний парк площею 18 га з баром та рестораном (прозваний містянами «Могила» та «У покійничка»), спортивного та дитячого майданчиками, літнім кінотеатром, котрий закрили у 1990-х.

## Залишки цвинтаря
Були збережені поховання, які здебільшого розташовані біля храму, та які також зберігся до нашіх днів
- Актора М. Л. Кропивницького;
- Письменника П. П. Гулака-Артемовського;
- Академіка живопису Васильківського;
- Радянського військового та депутата Верховної Ради УРСР 2-го скликання Г. С. Зашихіна;
- Більшовика Саші Амханицького (Александрова), члена підпільного ревкому, який помер від туберкульозу у 1919 році;[4][5][6]
- Колективне поховання загиблих під час заворушень 1905 року.[7]

Могили загиблих під час заворушень 1905 року та Саші Амханицького розташовані віддалено від храму, у північно-східній частини парку.
В кінці 1980-х були відновлені символічні могили В. Еллана-Блакитного та М. Хвильового, поставлений хрест в пам'ять жертв Голодомору 1932—1933 рр.
У 1992 році встановлено пам'ятний знак Воїнам УПА, а у 1999 році — пам'ятник Чорнобильцям (скульптор С. І. Ястребов, архітектори С. Г. Чечельницький, А. А. Антропов).
Під час реконструкції Молодіжного парку у 2019 році, були знайдені могильні камні Семена Констянтиновича Федоровського, який на початку ХХ ст. працював у конторі держбанку на вул. Сумській 12, та Георгія Івановича Кравцова, імператорського технолога, який помер 18 січня 1896 року. Невідомо, чи під могильними камнями збереглися залишки цих двох осіб.
|  |  |  |
|  |  |  |
|  |  |  |
|  |  |  |
|  |  |  |

## Вандалізм
Ліквідація цвинтаря та наступні роботи на його території супроводжувалися неодноразовими актами вандалізму та масовою наругою над пам'яттю померлих.
В середині 1980-х через територію парку прокладали підземни теплотраса. Роботи велися за допомогою екскаваторів, які розкрили сотні поховань. Мародери діяли відкрито на очах відпочиваючих, які спостерігали за розкопуванням та пограбуванням поховань. Частини скелетів використовувалися для ігор учнями навколишніх шкіл.
У 1985—1991 роках на території парку велося будівництво спорткомплексу ХПІ загальною площею 8602 м2. Під час риття котлованів та прокладання комунікацій витягувалися труни та людські залишки, поховання піддавалися систематичному мародерству та нарузі. Участь в вандалізмі брали студенти, викладачі та співробітників, що працювали на будівництві. Побудованому на території колишнього цвинтаря комплексу було присвоєно статус «Бази олімпійської підготовки збірних команд України».

## Оцінки
Ініціатори подій 1970-х років не визнають свою відповідальність за ліквідацію цвинтаря, доводячи необхідність перетворення «занедбаної території» в парк та обгрунтовуючи своє рішення згодою мешканців міста (конкретні факти згоди не наводяться).
У публікаціях останніх років знищення харківського некрополя розглядається як акт останньої хвилі знесення церков і місць поклоніння віруючих. Знищення цвинтаря — прояв недбалого ставлення до нашого минулого, недалекоглядності, короткозорості керівних осіб, що призвело до катастрофічних втрат у історико-культурному обличчі міста та сприяла руйнівним процесам суспільної моралі.

## Видатні особи, що були поховані на 1-у міському цвинтарі
| Ім'я                              | Стан поховання                                                   |
| --------------------------------- | ---------------------------------------------------------------- |
| Алчевська Христина Данилівна      | перенесено на 13-ий цвинтар                                      |
| Багалій Дмитро Іванович           | перенесено на 13-ий цвинтар                                      |
| Бекетов Олексій Миколайович       | перенесено на 13-ий цвинтар                                      |
| Бокаріус Микола Сергійович        | перенесено на 2-ий міський цвинтар                               |
| Бурачек Микола Григорович         | перенесено на 13-ий цвинтар                                      |
| Буткевич Тимофій Іванович         | поховання знищенно                                               |
| Васильківський Сергій Іванович    | поховання збережено                                              |
| Воробйов Володимир Петрович       | перенесено на 13-ий цвинтар                                      |
| Григорович Павло Леонтійович      | поховання знищенно                                               |
| Гулак-Артемовський Петро Петрович | поховання збережено                                              |
| Данилевський Олександр Якович     | перенесено на 13-ий цвинтар                                      |
| Фон Дітмар Микола Федорович       | поховання знищенно                                               |
| Досєкін Василь Сергійович         | невідомо                                                         |
| Кадміна Євлалія Павлівна          | перенесено на 13-ий цвинтар                                      |
| Кошкін Михайло Ілліч              | поховання знищенно                                               |
| Кропивницький Марко Лукич         | поховання збережено                                              |
| Міллер Дмитро Петрович            | перенесено на 13-ий цвинтар                                      |
| Нємкін Володимир Християнович     | невідомо (був похований у фамільному склепі, який було знищенно) |
| Потебня Олександр Опанасович      | перенесено на 13-ий цвинтар                                      |
| Синцов Дмитро Матвійович          | перенесено на 13-ий цвинтар                                      |
| Соленик Карпо Трохимович          | перенесено на 13-ий цвинтар                                      |
| Сумцов Микола Федорович           | перенесено на 13-ий цвинтар                                      |
| Хвильовий Микола                  | поховання знищенно                                               |
| Еллан-Блакитний Василь            | поховання знищенно                                               |

## Пам'ятки історії, могили і пам'ятні знаки, які збереглись до сьогодні
- Могила Гулака-Артемовського П. П.
- Могила Кропивницького М. Л.
- Могила Васильківського С. І.
- Могила Зашихіна Г. С.
- Могила Амханицького С.
- Колективне поховання загиблих під час заворушень 1905 року.
- Могильний камень Федоровського С. К.
- Могильний камень Кравцова Г. І.
- Пам'ятний знак Еллану-Блакитному В. М.
- Пам'ятний знак Хвильовому М.
- Пам'ятний знак ліквідаторам аварії на Чорнобильській АЕС
- Пам'ятний знак воїнам УПА
- Пам'ятний хрест в пам'ять жертв Голодомору 1932—1933 рр.
- Пам'ятний знак про закладання алеї трудової слави